# Uropsilus investigator
Uropsilus investigator — вид ссавців родини Talpidae. Він відомий лише з провінції Юньнань у Китаї, хоча вважається, що його ареал простягається через кордон із М'янмою. Зустрічається на відкритих альпійських луках і може зустрічатися у високогірних ялинових лісах. Цей вид зустрічається в природному заповіднику Нуцзян (CSIS 2008), але невідомо, чи присутній він у інших охоронних територіях.
Філогенетичне дослідження 2018 року показало, що U. investigator є найбільш базальним видом у роду Uropsilus, який відокремився від решти роду в пізньому міоцені.